# Chicago Board of Censors
Le Chicago Board of Censors est un comité américain de censure de productions cinématographiques.

## Historique

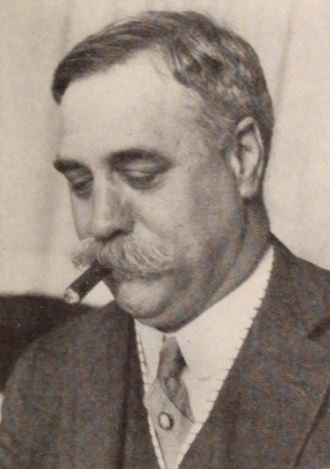
Le "major" M. L. C. Funkhouser, membre du Chicago Board of Censors, (photo parue dans le Exhibitors Herald du 18 mai 1918)

Il a été fondé en 1907 à Chicago.  Il précède de deux ans la création du National Board of Censorship, créé en 1909.
Il était composé d'une équipe de dix hommes, qui recherchaient pour les faire supprimer des scènes de films de nature morbide ou criminelle, ou des comédies avec des scènes ou des chansons jugées immorales.
Le journal Chicago Tribune l'avait qualifié de « nuisance stupide ».
Il a continué de fonctionner jusqu'en 1984.